# Borough of Rossendale
Borough of Rossendale är ett distrikt (motsvarande kommun) i grevskapet Lancashire i England, Storbritannien. Distriktet har 71 169 invånare (2022). Större orter är Bacup, Haslingden och Rawtenstall. Whitworth är den enda civil parishen, i övrigt saknar distriktet civil parishes.